# Odruch Hermana
Toniczny odruch podeszwowy Hermana – odruch polegający na przetrwałym zgięciu podeszwowym palców kończyny dolnej wywoływanym przez drażnienie podeszwy stopy. Występuje w uszkodzeniach płata czołowego.
Został opisany w latach 1948-51 przez polskiego neurologa Eufemiusza Hermana.